# اس-اویل
اس-اویل کورپوریشن (هانگول: 에쓰-오일) شرکت نفت و گاز کره‌ای است، که در زمینه تولید و عرضه نفت خام، محصولات پتروشیمی، مواد شیمیایی و روان‌سازها فعالیت می‌کند.
شرکت اس-اویل در سال ۱۹۷۶ تحت عنوان شرکت نفت ایران-کره (هانگول: 한이석유) با مشارکت شرکت ملی نفت ایران تأسیس شد. در ژانویه همین سال با حضور نماینده‌های ایرانی، شرکت ثبت شد و لی سونگ وون به‌عنوان مدیرعامل این شرکت منصوب گردید. در ماه نوامبر نیز روند ساخت پالایشگاه اونسان آغاز شد.
در ژوئن سال ۱۹۸۰ یعنی یک سال پس از وقوع انقلاب در ایران، نام شرکت از شرکت نفت ایران-کره به شرکت پالایش نفت سانگ‌یانگ تغییر داده شد.
این شرکت در سال ۲۰۰۹ در فهرست فورچون جهانی ۵۰۰ در رتبه ۴۴۱ از بزرگترین شرکت‌های جهان قرار داشت.
شرکت اس-اویل در سال ۲۰۰۹ در جوایز جهانی انرژی پلاتس (Platts Global Energy Awards) جایزه کسب‌وکار پایین‌دست سال را برنده شد.
دفتر مرکزی این شرکت در شهر سئول، کره جنوبی قرار دارد و بخشی از سهام آن در بازار بورس کره جنوبی معامله می‌شود.
این شرکت مالک پالایشگاه اولسان اس-اویل در شهر اولسان است. ظرفیت تولید این پالایشگاه ۶۵۰ هزار بشکه در روز (۱۰۳٫۰۰۰ متر مکعب در روز) است.

## راهبری شرکت
از ۹ مه ۲۰۲۳ انور ع. الحجازی مدیر انتخابی و مدیر عامل اجرایی شرکت است.

## مالکیت
شرکت سعودی آرامکو در ماه اوت ۱۹۹۱ معادل ۳۵ درصد از سهام شرکت اس-ادیل را خریداری کرد و در سال ۲۰۱۴ سهام خود را به ۶۵ درصد افزایش داد. ماباقی سهام آن در بورس کره عرضه شده‌است. این شرکت در شاخص داو جونز نیز ارائه شده‌است.

## همچنین ببینید
- اقتصاد کره جنوبی